# Ітау (газоконденсатне родовище)
Ітау — газоконденсатне родовище у департаменті Тариха на півдні Болівії.

## Характеристика
Відкрите наприкінці 1990-х років, практично одночасно з іншими великими знахідками у згаданому департаменті — Маргарита та Сабало. Поклади вуглеводнів виявлено розвідувальними свердовинами Itau-x1 та Itau-x2 у девонських відкладеннях на глибині більше 5,5 км. Колектори — пісковики.
Розмір запасів всіх згаданих родовищ Тарихи на самому початку 21 століття оцінювався як гігантський, зокрема для Ітау озвучували показник у понад 260 млрд м3 газу.
Проте вже у середині першого десятиліття такі оцінки піддали серйозним сумнівам. Здійснений на початку 2010-х аудит компанії Ryder Scott визначив для Ітау підтверджені запаси лише у 26 млрд м3, що до речі стало найбільшим зниженням серед родовищ півдня Болівії.
Розробка родовищ департаменту Тариха розпочалась у 2001—2002 роках з Сан Альберто та Сабало. Запаси Ітау було вирішено задіяти для нарощування експорту до Бразилії лише у 2009-му, коли оператор родовища компанія Total підписала з болівійським урядом угоду про комерційну розробку. Підготовка газу буде здійснюватись на сусідньому родовищі Сан Альберто, для чого спорудили трубопровід довжиною 15 км. Виробництво розпочалось у 2011 році із рівня 1,5 млн м3 на добу, з перспективою збільшення в три рази після буріння свердловини Itau-x4 та розширення потужностей на Сан Альберто.
Продукція Ітау спрямовується на північ по газопроводу Gasyrg, який в кінцевій точці має з'єднання з експортним маршрутом до Бразилії. 